# Lucrecia (Veronés)
Lucrecia es un cuadro de Paolo Veronese, conocido como el Veronés. Está realizada al óleo sobre tela, y fue pintada entre 1584 y 1585.
La pintura retrata a Lucrecia al momento de perforar el pecho con un puñal, después de haber sido obligada a ceder a las demandas del hijo de Tarquinio el Soberbio. 
Típico tema de muchas obras pintadas por artistas como Tiziano, Rembrandt y Rafael, en la pintura de Veronese lo que llama la atención es el cuidado por el detalle, desde la tela que cubre la figura a las joyas que adornan a la mujer.